# Anisotremus taeniatus
Anisotremus taeniatus és una espècie de peix pertanyent a la família dels hemúlids.

## Descripció
- Pot arribar a fer 31 cm de llargària màxima (normalment, en fa 20).
- Cos comprimit.
- Boca petita amb llavis gruixuts i molsuts.
- El dors és de color groc daurat.
- Té als flancs sis franges brillants longitudinals blaves vorejades de blau fosc.[5][6][7]

## Hàbitat
És un peix marí, demersal i de clima tropical (24°N-3°S).

## Distribució geogràfica
Es troba al Pacífic oriental: des de Mèxic fins a l'extrem septentrional del Perú.

## Observacions
És inofensiu per als humans.